# Billingshurst
Billingshurst är en ort och civil parish i grevskapet West Sussex i sydöstra England. Orten ligger i distriktet Horsham, cirka 9,5 kilometer sydväst om Horsham. Tätorten (built-up area) hade 9 127 invånare vid folkräkningen år 2021.